# آتشفشان برادران
آتشفشان برادران (به لاتین: Brothers Volcano) یک آتشفشان در نیوزیلند است.